# Ostoje Nietoperzy Powiatu Gorlickiego
Ostoje Nietoperzy Powiatu Gorlickiego (kod PLH120094) – specjalny obszar ochrony siedlisk sieci Natura 2000, zlokalizowany na terenie powiatu gorlickiego w województwie małopolskiego. Obszar obejmuje powierzchnię 2824,88 ha.
Teren składający się z dwunastu powiązanych ze sobą enklaw wyznaczony został w celu długotrwałego zabezpieczenia naturalnych siedlisk życia oraz populacji zagrożonych wymarciem gatunków zwierząt (z wyłączeniem ptaków) takich jak:
kumak górski Bombina variegata,
nadobnica alpejska Rosalia alpina,
nocek duży Myotis myotis,
podkowiec mały Rhinolophus hipposideros,
traszka karpacka Triturus montandoni.

## Siedliska pod ochroną(zkodem siedlisk)
- 9130 żyzne buczyny (Dentario glandulosae Fagenion, Galio odorati-Fagenion)
- 9180 jaworzyny i lasy klonowo-lipowe na stokach i zboczach (Tilio plathyphyllis-Acerion pseudoplatani),